# Roger Mahony
Roger Michael Mahony (sinh 1936) là một Hồng y người Hoa Kỳ của Giáo hội Công giáo Rôma. Ông hiện đảm nhận vai trò Hồng y Đẳng Linh mục Nhà thờ Ss. Quattro Coronati. Ông từng đảm nhận vai trò Tổng giám mục đô thành Tổng giáo phận Los Angeles trong suốt 26 năm, từ năm 1985 đến năm 2011.
Vốn là một giáo sĩ trong vai trò lãnh đạo giáo hội địa phương, ông từng đảm trách nhiều vai trò tại Hoa Kỳ trước khi tiến đến trở thành Tổng giám mục Los Angeles như: Giám mục phụ tá Giáo phận Fresno (1975–1980), Giám mục chính tòa Giáo phận Stockton (1980–1985); ngoài lãnh đạo các giáo phận được bổ nhiệm, ông còn đóng vai trò thành viên Hội đồng Hồng y Nghiên cứu và Giải quyết các Vấn đề Kinh tế Tòa Thánh (1991–2011). Ông được vinh thăng Hồng y ngày 28 tháng 6 năm 1991, bởi Giáo hoàng Gioan Phaolô II.

## Tiểu sử
Hồng y Roger Michael Mahony sinh ngày 27 tháng 2 năm 1936 tại Hollywood, Hoa Kỳ. Sau quá trình tu học dài hạn tại các cơ sở chủng viện theo quy định của Giáo luật, ngày 1 tháng 5 năm 1962, Phó tế Mahony, 26 tuổi, tiến đến việc được truyền chức linh mục. Cử hành nghi thức truyền chức cho tân linh mục là giám mục Aloysius Joseph Willinger, C.SS.R., Giám mục chính tòa Giáo phận Monterey-Fresno, California. Tân linh mục là thành viên linh mục đoàn Giáo phận Malanje.
Sau gần 12 năm thi hành các công việc mục vụ với thẩm quyền và cương vị của một linh mục, ngày 7 tháng 1 năm 1975, Tòa Thánh loan tin Giáo hoàng đã quyết định tuyển chọn linh mục Roger Michael Mahony, 39 tuổi, gia nhập Giám mục đoàn Công giáo Hoàn vũ, với vị trí được bổ nhiệm là Giám mục phụ tá Giáo phận Fresno, danh nghĩa Giám mục Hiệu tòa Tamascani. Lễ tấn phong cho vị giám mục tân cử nhanh chóng được tổ chức sau đó vào ngày 19 tháng 3 cùng năm, với phần nghi thức chính yếu được cử hành cách trọng thể bởi 3 giáo sĩ cấp cao, gồm chủ phong là giám mục William Robert Johnson, giám mục chính tòa Giáo phận Fresno, California; hai vị giáo sĩ còn lại, với vai trò phụ phong, gồm có giám mục William Robert Johnson, giám mục phụ tá Tổng giáo phận Los Angeles và giám mục John Stephen Cummins, giám mục phụ tá Giáo phận Sacramento. Tân giám mục chọn cho mình khẩu hiệu: TO RECONCILE GOD’S PEOPLE.
Sau 5 năm thực hiện công việc mục vụ với thẩm quyền cũng như nghĩa vụ của một giám mục phụ tá, ông được Tòa Thánh thuyên chuyển đến nhiệm sở mới, cụ thể đến Giáo phận Stockton và đảm đương vai trò Giám mục chính tòa. Thông báo về việc bổ nhiệm được Tòa Thánh công bố vào ngày 15 tháng 2 năm 1980. Ông đã cử hành các nghi thức nhận giáo phận vào ngày 17 tháng 4 cùng năm.
Lại sau một khoảng thời gian 5 năm sau khi được thuyên chuyển, Giám mục Roger Michael Mahony được Tòa Thánh thăng Tổng giám mục, qua việc bổ nhiệm giám mục này làm Tổng giám mục đô thành Tổng giáo phận Los Angeles. Thông báo về việc bổ nhiệm này được công bố cách rộng rãi vào ngày 12 tháng 7 năm 1985. Tân Tổng giám mục đã cử hành các nghi thức nhận giáo phận vào ngày 5 tháng 9 cùng năm.
Bằng việc tổ chức công nghị Hồng y năm 1991 được cử hành ngày 28 tháng 6, Giáo hoàng Gioan Phaolô II quyết định vinh thăng Tổng giám mục Roger Michael Mahony tước vị danh dự, Hồng y. Tân Hồng y thuộc Đẳng Hồng y Linh mục và Nhà thờ Hiệu tòa được chỉ định là Nhà thờ Ss. Quattro Coronati. Từ ngày 15 tháng 7 năm 1991, ông kiêm nhiệm thêm vai trò thành viên Hội đồng Hồng y Nghiên cứu và Giải quyết các Vấn đề Kinh tế Tòa Thánh.
Ngày 1 tháng 3 năm 2011, Tòa Thánh chấp thuận đơn xin hồi hưu của ông, theo Giáo luật.